# Šoproň (hora)
Šoproň (1370 m n. m.) je hora ve Velké Fatře na Slovensku. Nachází se v turčianské větvi hlavního hřebene mezi Ploskou (1532 m n. m.) na jihovýchodě a Javorinou (1328 m n. m.) na severovýchodě. Blízký Borišov (1510 m n. m.) se nachází již mimo hlavní hřeben. Jihovýchodní svahy Šoproně spadají do horních partií Ľubochnianské doliny, severozápadní do horní části Belianské doliny. V závěru Belianské doliny se rozkládá Národní přírodní rezervace Borišov. Vrchol hory je dobrým rozhledovým bodem.

## Přístup
- po  červené turistické značce č. 0870 (Velkofatranská magistrála) od Chaty pod Borišovom
- po  červené turistické značce č. 0870 (Velkofatranská magistrála) z Javoriny